# Protandrena pectidis
Protandrena pectidis är en biart som först beskrevs av Timberlake 1955.  Protandrena pectidis ingår i släktet Protandrena och familjen grävbin. Inga underarter finns listade i Catalogue of Life.